# جيس تود
جيس تود (بالإنجليزية: Jess Todd)‏ هو لاعب كرة قاعدة أمريكي، ولد في 20 أبريل 1986 في لونغفيو في الولايات المتحدة.

## وصلات خارجية
- جيس تود على موقع دوري كرة القاعدة الرئيسي (الإنجليزية)
- جيس تود على موقعبيزبول رفرنس.كوم (الدوري الرئيسي) (الإنجليزية)
- جيس تود على موقعبيزبول رفرنس.كوم (الدوري الثانوي) (الإنجليزية)
- جيس تود على موقع إي إس بي إن.كوم (أم.أل.بي) (الإنجليزية)
- جيس تود على موقع مشجعي الرسوم البيانية (الإنجليزية)